# Халимбеков, Максуд Меджидович
Максуд Меджидович Халимбеков (11 мая 1906, с. Урахи, Дагестанская область, Российская Империя — 1960, Махачкала, Дагестанская АССР, РСФСР, СССР) — советский ветеринарный учёный.  Директор Азербайджанского НИИ ветеринарии (1946 – 1955). Доктор ветеринарных наук (1956), профессор (1959). Заслуженный деятель науки ДАССР (1956). Участник Великой Отечественной войны.

## Биография
Родился 11 мая 1906 г. в селе Урахи Сергокалинского района Дагестанской АССР в крестьянской семье. По национальности – даргинец.
В 1921 году окончил  Урахинскую неполную среднюю школу, в 1923 году закончил сельскохозяйственный техникум в г. Махачкале, а в 1927 году – ветеринарный техникум в г. Астрахани.
В 1931 году – Новочеркасский ветеринарный институт, получив специальность: «Ветеринарный врач».
В 1931 – 1934 г.г – учёба в Аспирантуре Всесоюзного института экспериментальной ветеринарии (ВИЭВ) в г. Москве.
Трудовую деятельность начал в 1923 году в селе Ботлих Ботлихского района, где проработал ветеринарным фельдшером до 1925 года.
В 1925 – 1931 г.г – работал ветеринарным фельдшером Наркомзема Азербайджанской ССР в г. Шемахе.
В 1934 – 1937 г.г – заведующий отделом Азербайджанского НИИ ветеринарии в г. Баку.
С 1937 – 1941 г.г – директор Азербайджанского НИВОЗ в г. Баку.
5 мая 1941 года в Ереванском зооветеринарном институте защитил диссертацию на соискание учёной степени кандидата ветеринарных наук.
25 июня 1941 г. Джапаридзевским РВК Азербайджанской ССР призван на фронт.
С 1941 по 1945 г.г – Участник ВОВ, капитан м/с. Воевал на Крымском, Закавказском, Северо-Кавказском и четвёртом Украинском фронтах, в Польше, Германии, Чехословакии. Дошел до Берлина.
С 1946 – 1955 г.г – вновь директор Азербайджанского НИВОЗ в г. Баку.
В 1955 году по приглашению руководства Дагестана переехал на Родину и в том же году был назначен заместителем директора Дагестанского НИИ сельского хозяйства, избран по конкурсу и зачислен в порядке перевода на должность  заведующего сектором ветеринарии Института животноводства Дагестанского филиала АН СССР.
В 1956 году во Всесоюзном институте экспериментальной ветеринарии (ВИЭВ) в защитил докторскую диссертацию на тему: «Листереллез овец и коз в Азербайджане».
В том же году Указом Президиума Верховного Совета ДАССР присвоено почётное звание: «Заслуженный деятель науки Дагестанской АССР».
В 1958 году переведён в Дагестанский сельскохозяйственный институт как избранный по конкурсу на должность заведующего кафедрой микробиологии.
В 1959 году решением Высшей аттестационной комиссии утверждён в учёном звании профессора по кафедре «Эпизоотология и микробиология».
Автор более 50 научных трудов. Подготовил 1 доктора и 3 кандидатов ветеринарных наук.
Указами Президиума Верховного Совета СССР награждён орденами Отечественной войны 1 степени, Красной Звезды (1944), медалями «За отвагу» (1942), «За боевые заслуги» (дважды – 1941, 1944), «За оборону Кавказа» (1942), «За взятие Берлина» (1945), «За победу над Германией в ВОВ» (1945), «За доблестный труд в годы ВОВ» (1944) и рядом наград.
Скончался в 1960 году в возрасте 54 лет. Похоронен в городе Махачкале. 